# Magfúzió

Az egy nukleonra jutó kötési energia. Kis tömegszámú atommagok fúziója során az egy nukleonra jutó kötési energia növekszik, ezáltal energia szabadul fel

A deutérium-trícium (D-T) reakció a legtöbbet ígérő energiatermelés szempontjából

A magfúzió olyan magreakció, amelynek során két kisebb atommag egyesül egy nagyobbat eredményezve. Ez a folyamat lehet exoterm vagy endoterm, a kiinduló magok atomtömegeitől függően. A kémiai elemek közül a vas és a nikkel a legstabilabb, azaz ezek rendelkeznek a legnagyobb fajlagos kötési energiával. Ha a fúzióban részt vevő elemek könnyebbek a vasnál, akkor a folyamat energiafelszabadulással jár, ellenkező esetben energiát kell befektetni.
Ez a folyamat játszódik le a csillagokban is és a hidrogénbomba robbanásakor. A vasnál nehezebb elemek fúziója - endoterm voltukból kifolyólag - különleges feltételeket követel, mint például a szupernóva-robbanás fizikai körülményei. A hidrogén, a hélium egy része (és a lítium kis része) kivételével a Földön található összes elemek csillagokban és szupernóva-robbanás során jöttek létre.

## Felfedezése
A tudósok sokáig azt feltételezték, hogy a Nap közönséges égésből nyeri az energiáját, és az ebből eredő fényt és hőt sugározza szét. A 19. században néhány tudós (köztük Lord Kelvin) vitatta ezt. Kelvin számításai szerint gravitációs összehúzódásból is eredhetne a kisugárzott energia, azonban ez a folyamat néhány millió év alatt véget is érne.
Einstein 1905-ös híres képlete, az E = mc² (energia = tömeg szorozva a fénysebesség négyzetével) szerint azonban már az anyag kicsiny mennyisége is óriási energiává alakítható át.
1939-ben Hans Bethe német fizikus részletes matematikai levezetéssel leírta, hogyan lehetne a folyamatot a Földön is végrehajtani, és fúziós reaktort létrehozni. Ehhez Bethe számításai szerint a hidrogénatomok hőmérsékletét 100 millió °C fölé kell emelni, és olyan kis térrészbe összenyomni, hogy a hidrogénatomok összeütközzenek, és hélium jöjjön létre. A kivitelezés korlátja az, hogy nem létezik olyan anyag, ami ezt a magas hőmérsékletet kibírná.
1948-ban dr. Lyman Spitzer létrehozta a Princetoni Egyetemen a Plazmafizikai Laboratóriumot.
Hamar rájött, hogy a fúziós reakciót mágneses térrel tudja a kísérleti térben tartani. Egy toroid alakú csövet elektromos tekercsekkel vett körül, melyek mágneses teret hoztak létre abból a célból, hogy a hidrogéngáz ne érintkezzen a cső falával. Közben lézerrel adtak át energiát a hidrogénnek, amelynek hőmérséklete így több millió fokra emelkedhetett. Az elrendezéssel az volt a probléma, hogy a csövet körülvevő mágneses tekercsek a cső belső falánál sűrűbben voltak elhelyezve, mint a cső külső oldalán. Ez ahhoz vezetett, hogy a belső oldalon erősebb mágneses tér alakult ki, emiatt a hidrogénatomok a cső külső oldala felé vándoroltak, majd közel fénysebességgel távoztak a berendezésből.
Erre a problémára is Spitzer fedezett fel egy megoldást. A csövet középen mintegy „megtekerve” egy 8-asra emlékeztető alakzatot hozott létre. A benne keringő hidrogén így az idő egy részében a cső belső fala mentén, az idő további részében a külső fal mentén halad, így nem alakulnak ki eltérések a mágneses térben, és a hidrogént is egyenletesebb tér veszi körül.
1951-re Spitzer befejezte az első hidrogénplazma-fúziós reaktor munkálatait, amit stellaratornak nevezett el (Sztellarátor, stella latinul csillag). Első alkalommal csupán a másodperc törtrészéig működtette a berendezést, mert nem volt biztos abban, hogy nem fog-e hidrogénbombaként felrobbanni.
Egy fél másodpercre a hidrogéngáz szupernóvaként ragyogott fel, és hőmérséklete elérte a 40 millió °C-ot. A 60 cm átmérőjű berendezés összesen 2 másodpercig működött, majd a folyamat leállt, a plazma kihűlt.
A kísérlet legfontosabb eredménye az, hogy megmutatta, a fúziós reakciót a Földön is elő lehet állítani.

## A magfúzió leírása
Az atommagot az úgynevezett erős kölcsönhatás tartja össze, ami a nukleonok között hat, nagyon rövid távolságon (10−15 m) belül. Az atommagok nagyobb távolságokon viszont taszítják egymást, mert a töltésük pozitív. Így kialakul egy potenciálgát, ami a hidrogénatom izotópjai, a deutérium és a trícium esetében 0,1 MeV. Hogy a fúzió megtörténhessen, az atommagok között le kell győzni a potenciálgátat. Ez jön létre a csillagok fizikai állapotában a plazmában, ahol az atommagok elektronjaiktól megfosztva léteznek, és amely fizikai folyamatot termonukleáris fúziónak vagy egyszerűbben magfúziónak neveznek.
Ha átszámoljuk a 0,1 MeV-ot hőmérsékletre, akkor 109 Kelvin fokot kapunk, ami nagyon magas hőmérséklet, figyelembe véve, hogy egyik fém sem bírja halmazállapot-változás nélkül a 3700 kelvinnél magasabb hőmérsékletet. E hőmérséklet eléréséhez segít két fizikai effektus:
1. a Maxwell-féle sebességeloszlás szerint a sokkal alacsonyabb hőmérsékletű plazmában is vannak nagy, megfelelő energiájú atomok (csak kevés)
2. az alagúteffektus megengedi, hogy a kisebb energiájú atommagok is átjussanak a potenciálgáton

Ez a két effektus sem csökkenti azonban a kívánt hőmérsékletet elérhetőbb értékekre. Ezért a plazmát össze kell nyomni, hogy a hőmérséklete megnőjön. Ez három módon valósulhat meg:
1. gravitációval – amikor a plazma a saját súlya alatt nyomódik össze. Ehhez azonban nagy mennyiségű plazmagáz kell, ami csak a csillagokban fordul elő,
2. mágneses erőkkel – a plazmában szabad pozitív és negatív ionok találhatók, és hatnak rájuk a mágneses erők. Ezt használják fel a tokamak és a sztellarátor berendezésekben,
3. inerciális hatással – ha hirtelen sok energiát közlünk a plazmával, például lézer segítségével, ekkor a plazmának nem lesz ideje kitágulni, így a hőmérséklete fog emelkedni a kívánt értékre.

Ahhoz, hogy egy fúziós reakció energiatermelés szempontjából kedvező legyen, a következő feltételeknek kell megfelelnie:
- legyen exoterm,
- kicsi legyen a protonok száma (akkor kevésbé taszítják egymást az atommagok) – tehát a legkönnyebb elemek közül kell választani,
- két kiindulási anyag legyen,
- két reakcióterméke legyen (az energia- és impulzusmegmaradás miatt)

Ezek alapján a lehetséges reakciókat a következő táblázat foglalja össze:
| (1)  | D   | + | T   | → |   | 4He | (3,5 MeV)  | + |   | n   | (14,1 MeV) |   |   |            |  |     |
| (2)  | D   | + | D   | → |   | T   | (1,01 MeV) | + |   | p   | (3,02 MeV) |   |   |            |  | 50% |
| (3)  |     |   |     | → |   | ³He | (0,82 MeV) | + |   | n   | (2,45 MeV) |   |   |            |  | 50% |
| (4)  | D   | + | ³He | → |   | 4He | (3,6 MeV)  | + |   | p   | (14,7 MeV) |   |   |            |  |     |
| (5)  | T   | + | T   | → |   | 4He |            | + | 2 | n   | + 11,3 MeV |   |   |            |  |     |
| (6)  | ³He | + | ³He | → |   | 4He |            | + | 2 | p   | + 12,9 MeV |   |   |            |  |     |
| (7)  | ³He | + | T   | → |   | 4He |            | + |   | p   |            | + | n | + 12,1 MeV |  | 51% |
| (8)  |     |   |     | → |   | 4He | (4,8 MeV)  | + |   | D   | (9,5 MeV)  |   |   |            |  | 43% |
| (9)  |     |   |     | → |   | 4He | (0,5 MeV)  | + |   | n   | (1,9 MeV)  | + | p | (11.9 MeV) |  | 6%  |
| (10) | D   | + | 6Li | → | 2 | 4He | + 22,4 MeV |   |   |     |            |   |   |            |  |     |
| (11) | p   | + | 6Li | → |   | 4He | (1,7 MeV)  | + |   | ³He | (2,3 MeV)  |   |   |            |  |     |
| (12) | ³He | + | 6Li | → | 2 | 4He |            | + |   | p   | + 16,9 MeV |   |   |            |  |     |
| (13) | p   | + | 11B | → | 3 | 4He | + 8,7 MeV  |   |   |     |            |   |   |            |  |     |

A p (proton) a közönséges hidrogént, a D a deutériumot, a T pedig a tríciumot jelöli.

## Fontossága
Mint alternatív energiaforrásnak, a fúziós reaktorok üzembe helyezése kiemelt fontosságú lenne, mivel számos előnye van:
- az egész világon mindenhol igen hosszú ideig rendelkezésre áll az alacsony előállítási költségű alapanyag, a hidrogén, ezért gyakorlatilag végtelen energiaforrásnak tekinthető,
- nem járul hozzá savas eső létrejöttéhez,
- nem növeli az üvegházhatású gázok mennyiségét,
- nincs „megfutási” veszély, azaz atomrobbanás, ami egyes (nem energetikai célú) atomreaktorok esetén fennállhat,
- a melléktermékek nem használhatók fel fegyvergyártáshoz,
- a termékeivel minimális környezetszennyezési problémát okoz.

## Kutatása
Magfúziós kutatások a világ szinte minden pontján folynak. Jelenleg[mikor?] több mint 30 kísérleti berendezés működik a világon, és ennél is több kutatóintézetben folynak elméleti kutatások, illetve technológiai fejlesztések a témában. Két fő ága van a magfúziós kutatásoknak: a mágneses összetartású és az inerciális fúziós kutatások. A mágneses összetartású fúziós kutatások jelenleg előrébb tartanak, és jelenlegi tudásunk szerint ez lehet az a megközelítés, amelyből az első fúziós erőmű megépülhet. Habár ezek a kutatások még kísérleti szinten folynak, már épül az első erőmű méretű fúziós kísérleti berendezés, az ITER, amelynek célja, hogy bebizonyítsa, lehetséges a fúzió megvalósítása a Földön energiatermelési célokból, illetve, hogy tesztelje a későbbi erőművekben használt technológiai megoldásokat. Európában a magfúziós kutatásokat az EUROfusion konzorcium koordinálja, amelynek magyarországi képviselője a Wigner fusion.